# Soricidio
Soricidio es el acto de matar a su propia hermana. Deriva del latín sor, hermana y cidio, matar. 
Hay un gran número de ejemplos de soricidios y fratricidios (la matanza de su propio hermano) entre preadolescentes, donde la rivalidad continua con la agresión física y el resultado puede conducir a la muerte de uno de ellos.

## Homicidios familiares
- Avunculicidio, asesinato del tío/a (véase en:Avunculicide)
- Filicidio, asesinato del hijo/a
- Fratricidio, asesinato del hermano/a
- Matricidio, homicidio de la madre
- Nepoticidio, homicidio del sobrino/a  (véase en:Nepoticide)
- Parricidio, homicidio de padres, madres o pariente cercano
- Patricidio, homicidio del padre  (véase en:Patricide)
- Prolicidio, homicidio de los descendientes  (véase en:Prolicide)
- Uxoricidio, homicidio de la esposa
- Mariticidio, homicidio del esposo

- Datos: Q6132571